# 広橋兼綱
広橋 兼綱（ひろはし かねつな）は、鎌倉時代後期から南北朝時代にかけての公卿。勘解由小路兼綱とも。権中納言・広橋光業の子。官位は従一位・准大臣、贈左大臣。瑞雲院と号す。

## 経歴
以下、『公卿補任』と『尊卑分脈』の内容に従って記述する。
- 正中3年（1326年）3月14日、叙爵（元文章生）。4月22日、治部権少輔に任ぜられる。
- 嘉暦3年（1328年）6月13日、権少輔を止める。11月27日、治部権大輔に任ぜられる。
- 元徳2年（1330年）1月13日、従五位上に昇叙。3月22日、兵部権大輔に転任。
- 元弘3年（1333年）11月8日、近江守を兼ねる。
- 建武元年（1334年）7月9日、治部少輔を兼ねる。
- 建武2年（1335年）5月23日、近江守を止める。
- 建武4年（1337年）1月7日、治部少輔を止める。3月29日には治部権少輔に任ぜられる。10月8日、正五位下に昇叙。
- 暦応元年（1338年）12月20日、春宮権大進を兼ねる。
- 暦応4年（1341年）2月19日、蔵人に補される。4月16日、春宮権大進と治部権少輔を止める。12月22日、春宮学士に任ぜられる。
- 康永2年（1343年）1月28日、相模権介を兼ねる。
- 康永3年（1344年）12月11日、母の喪に服す。
- 貞和2年（1346年）2月23日、五位蔵人に還補される。3月22日、治部少輔に任ぜられる。
- 貞和3年（1347年）7月10日、権右少弁に任ぜられる。12月27日、権左少弁に転任。
- 貞和4年（1348年）8月10日、従四位下に昇叙され右中弁に転任。貞和5年9月、氏院別当に補される。12月21日、従四位上に昇叙。
- 観応元年（1350年）6月19日、左中弁に転任。8月16日、右大弁に転任。10月12日、正四位下に昇叙。
- 観応2年（1351年）8月13日、蔵人頭に補され右大弁を止める。
- 観応3年（1352年）閏2月20日、春宮学士を止める。8月17日、新帝後光厳天皇の蔵人頭に補され、29日には大蔵卿を兼ねる。
- 文和2年（1353年）11月23日、正四位上に昇叙。
- 文和3年（1354年）8月13日、参議に任ぜられる。同日に左大弁に任ぜられる。大蔵卿は元の如し。
- 文和4年1355年）1月7日、従三位に叙される。同月28日、阿波権守を兼ねる。
- 延文3年（1358年）8月12日、権中納言に任ぜられる。延文4年／正平14年（1359年）3月25日、権中納言を辞した。
- 貞治2年（1363年）4月20日、正三位に昇叙。
- 貞治6年（1367年）5月5日、従二位に昇叙。
- 応安6年（1373年）1月6日、正二位に昇叙。
- 応安8年（1375年）8月5日、権大納言に任ぜられる[2]。
- 永和2年（1376年）2月12日、権大納言を辞退し、按察使に任ぜられる。
- 永和5年（1379年）1月19日、従一位に叙せられる。
- 永徳元年（1381年）9月4日、准大臣宣旨。同月5日に出家し、26日に薨去[3]。

## 系譜
- 父：広橋光業（1287-1361）
- 母：坊門俊輔の娘
- 妻：不詳
  - 男子：広橋仲光（1342-1406）
  - 男子：忠業
  - 男子：綱厳
- 養子
  - 女子：広橋仲子（?-1427） - 崇賢門院。後光厳天皇の典侍。石清水八幡宮検校法印・紀通清（善法寺通清）通清の娘

## 皇室と足利将軍家の縁戚となる
兼綱が養女とした広橋仲子は石清水八幡宮検校法印の善法寺通清の娘であり、足利義満の母紀良子の姉妹。仲子は後円融天皇の生母であるため、兼綱は皇室と足利将軍家の両方の外戚となった。四辻善成の姉か妹である智泉尼聖通が仲子と良子の母であり、この縁戚関係から善成が従一位准大臣、さらに内大臣、左大臣に至ったことと同様の処遇を受けて、兼綱は従一位准大臣となった。